# Lawrenceville, Georgia
Lawrenceville là một thành phố của quận Gwinnett, Georgia, Hoa Kỳ. Nó là một vùng ngoại ô của Atlanta, nằm cách khoảng 30 dặm (48 km) về phía đông bắc của trung tâm thành phố. Theo điều tra dân số năm 2010, dân số của Lawrenceville là 28.546. Trong năm 2015, Cục điều tra dân số Hoa Kỳ ước tính dân số thành phố là 30.493. Lawrenceville có sáu mã ZIP (30042-30046, 30049), và nó là một phần của mã vùng điện thoại 678/770/404, được sử dụng trên khắp thành phố Atlanta.

## Địa lý
Lawrenceville nằm ở trung tâm Quận Gwinnett ở 33 ° 57′11 ″ N 83 ° 59′33 ″ W (33,953052, -83,992469). Theo Cục điều tra dân số Hoa Kỳ, thành phố có tổng diện tích là 13,5 dặm vuông (35,0 km2), trong đó 13,4 dặm vuông (34,7 km2) là đất và 0,1 dặm vuông (0,3 km2), hay 0,83%, là nước.
Các thành phố lân cận của Lawrenceville là Dacula ở phía đông, Buford ở phía bắc, Suwanee về phía tây bắc, Duluth về phía tây bắc, Norcross về phía tây, Lilburn về phía tây nam, Snellville về phía nam và Grayson về phía đông nam.

### Khí hậu
Lawrenceville có khí hậu cận nhiệt đới ẩm (phân loại khí hậu Köppen Cfa).

## Dân cư
Theo điều tra dân số năm 2010, Lawrenceville có dân số 28.546 người. Độ tuổi trung vị là 32,4. Thành phần chủng tộc của dân số là 48,0% người da trắng, 32,0% người da đen hoặc người Mỹ gốc Phi, 0,6% người Mỹ bản xứ, 1,1% người Ấn Độ gốc Châu Á, 4,7% người châu Á khác, 10,3% từ một số chủng tộc khác và 3,4% từ hai hoặc nhiều chủng tộc. 22,3% dân số là người gốc Tây Ban Nha hoặc người La tinh của bất kỳ chủng tộc nào.
Trong thành phố, dân số phân theo độ tuổi có tỷ lệ là 26,4% dưới 18 tuổi, 11,0% từ 18 đến 24 tuổi, 35,3% từ 25 đến 44 tuổi, 18,2% từ 45 đến 64 tuổi, và 9,1% người từ 65 tuổi trở lên. Độ tuổi trung bình là 32 tuổi. Cứ 100 nữ giới thì có 105,1 nam giới. Cứ 100 nữ từ 18 tuổi trở lên thì có 103,9 nam giới.
Thu nhập trung bình cho một hộ gia đình trong thành phố là 43.299 đô la và thu nhập trung bình cho một gia đình là 48.557 đô la. Nam giới có thu nhập trung bình là $ 34,263 và $ 26,903 đối với nữ giới. Thu nhập bình quân đầu người của thành phố là $ 19,649. Khoảng 11,7% gia đình và 24,5% dân số sống dưới mức nghèo khổ, bao gồm 16,0% là những người dưới 18 tuổi và 11,9% của những người 65 tuổi trở lên.

## Bệnh viện
Lawrenceville là nơi có Trung tâm Y tế Gwinnett. GMC là một mạng lưới chăm sóc sức khỏe phi lợi nhuận gồm 500 giường có trụ sở tại Quận Gwinnett. Nó bao gồm hai bệnh viện, cộng với một số cơ sở y tế hỗ trợ, với hơn 4.300 nhân viên và hơn 800 bác sĩ. Cơ sở hàng đầu của GMC nằm ở Lawrenceville gần giao lộ của Hwy. 316 và Quốc lộ Duluth 120.
Trước khi khai trương Trung tâm Y tế Gwinnett vào năm 1984, khu vực này có Bệnh viện Button Gwinnett, sau đó được chuyển thành cơ sở điều trị nội trú những bệnh nhân lạm dụng dược chất và tâm thần.

## Trung tâm thành phố

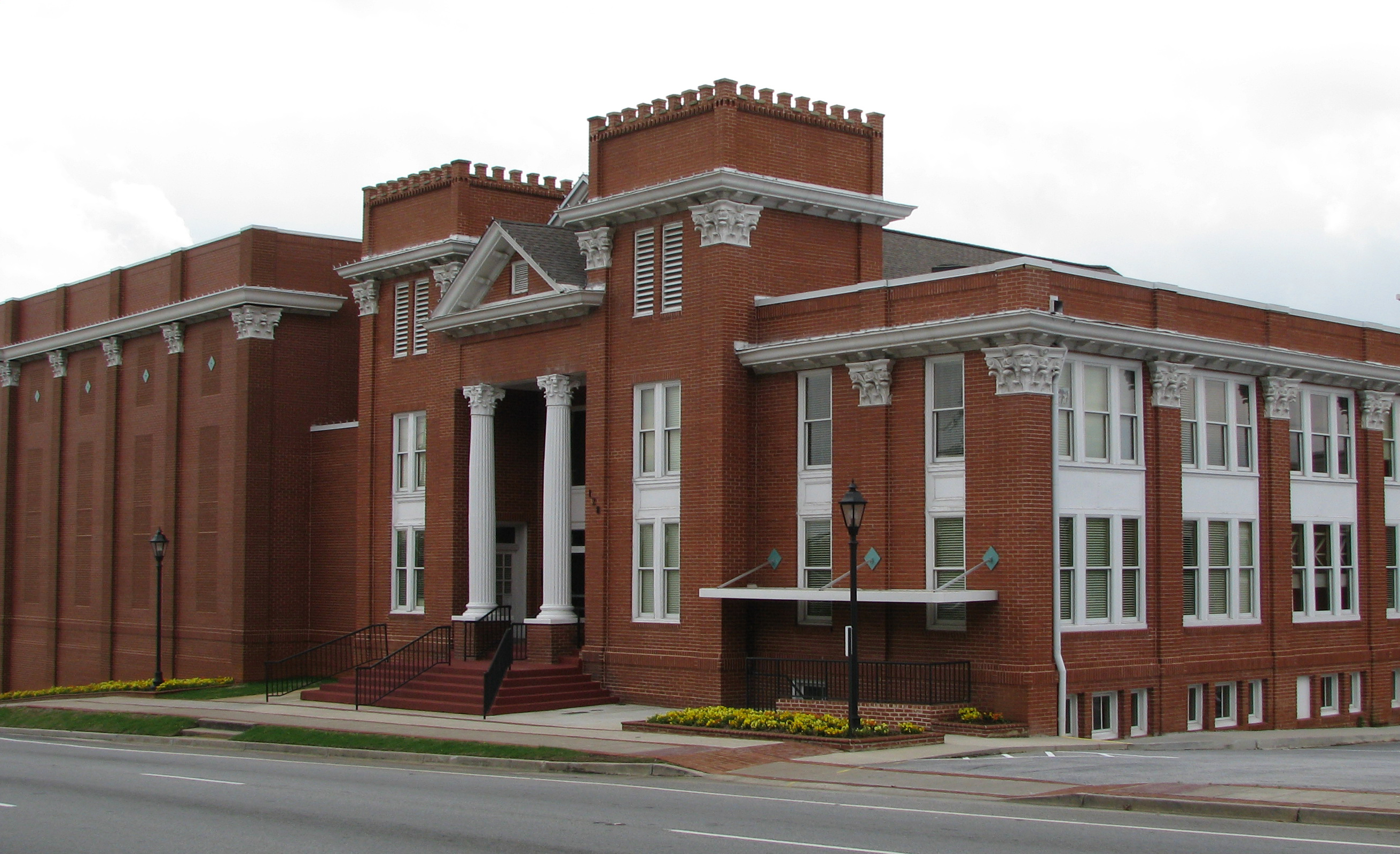
Nhà hát Aurora

Các tòa nhà lịch sử quan trọng ở trung tâm thành phố Lawrenceville bao gồm Tòa án Lịch sử Gwinnett và Chủng viện Nữ Lawrenceville. Trung tâm thành phố cũng có nhiều địa danh và địa điểm cổ. Kế hoạch tái sinh của Lawrenceville được thực hiện vào năm 2005 khi thành phố quyết định hợp tác với Nhà hát Aurora (nhà hát chuyên nghiệp duy nhất của quận Gwinnett), chuyển từ thị trấn Duluth gần đó sang một địa điểm cố định ở trung tâm thành phố Lawrenceville vào tháng 5 năm 2007 để khai mạc mùa thứ 11 của họ. Trong mùa thứ 22 của nhà hát, Nhà hát Aurora (http://www.auroratheatre.com/), đã sản xuất 800 sự kiện nổi bật một năm, thu hút 80.000 khách tham quan. Du khách còn có cơ hội thực hiện chuyến tham quan Lawrenceville Ghost Tours, 90 phút đi bộ từ khu vực trung tâm lịch sử được dẫn dắt bởi những hướng dẫn viên du lịch. Hướng dẫn viên du lịch của Ghost sẽ kể lại truyền thuyết của thị trấn bao gồm cả vai trò của Lawrenceville trong phiên tòa xét xử Larry Flynt và vụ bắt cóc Barbara Jane Mackle.

## Kinh tế
Trung tâm Khoa học Atlanta, hiện thuộc sở hữu của Cisco Systems, có trụ sở gần Lawrenceville.
Trung tâm sinh học Atlanta đặt trụ sở tại Lawrenceville.
Hiệp hội tín dụng liên bang của tiểu bang Peach có trụ sở tại Lawrenceville phục vụ 39.800 thành viên ở các quận Barrow, Clarke, DeKalb, Forsyth, Gwinnett, Jackson, Oconee và Walton.